# Zugtier

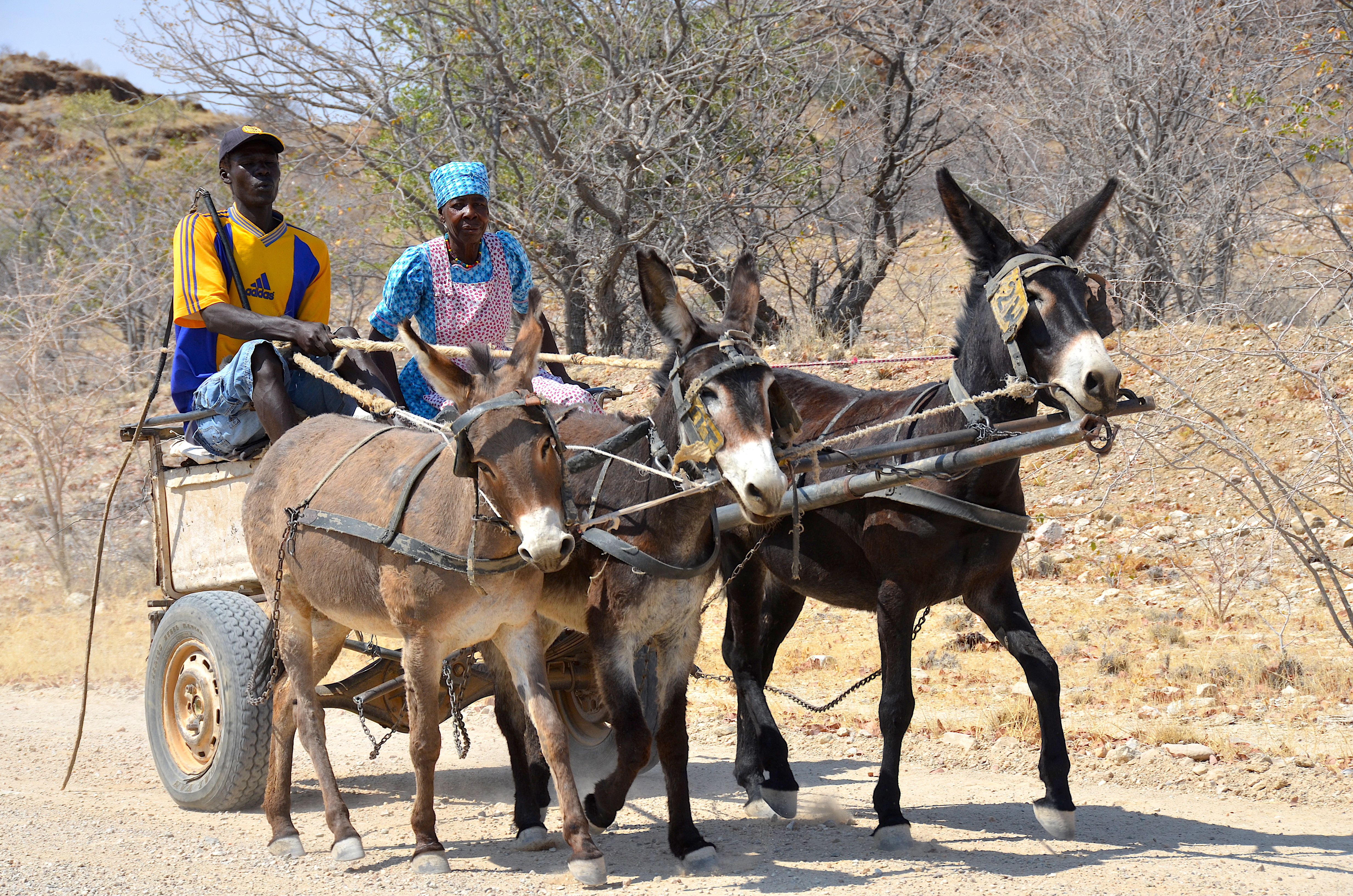
Eselskarre in Namibia 2014

Ein Zugtier ist ein Nutztier zum Verrichten von ziehenden Arbeiten. Dies umfasst zum einen das Fahren mit Karren, Wagen oder Schlitten. Daneben werden oder wurden Zugtiere auch zum Holzrücken, Treideln von Schiffen und vor Pflügen oder in Göpeln eingesetzt.

## Allgemeines
In Mitteleuropa wurden meist Rinder, vor allem Kühe angespannt, wobei sich dies negativ auf die Milchleistung auswirkte. Lediglich auf größeren Gütern im weiträumigen Flachland wurden Pferde zur Arbeit herangezogen, so gab es beispielsweise Anfang des 20. Jahrhunderts 3,4 Millionen Zugrinder, davon 2,4 Millionen Kühe, und 2,7 Millionen Zugpferde in der Landwirtschaft Deutschlands. Von Kleinhändlern und zum Transport geringer Lasten wurden Hunde vorgespannt.
In anderen Gebieten werden auch die regionalen Haustierarten wie Esel, Maulesel oder Maultier genutzt. Um Lasten zu bewegen, kommen jedoch auch Elch, Dromedar, Lama, Ren, Trampeltier, Wasserbüffel und Yak in Frage. Besondere Leistungen erbringen Elefanten als Zug- und Transporttier. In den Hauptverbreitungsländern des Asiatischen Elefanten (Elephas maximus), Indien, Thailand und Sri Lanka wurden Arbeitselefanten zum Rangieren von Güterwagen eingesetzt.
Gezogen wird mittels Zuggeschirren und Spannvorrichtungen mit Seilen oder Ketten, die von der Tierart und deren Körperbau beeinflusst werden. Eingesetzt werden Zugtiere für den Ackereinsatz bei landwirtschaftlichen Geräten, wie dem Pflug. Die Transportgeräte können sich rollend bewegen lassen, wie Wagen, Pferde- und Ochsenkarren. Im Schnee kommen Schlitten zum Einsatz und beim Holztransport beispielsweise Schleifen für Baumstämme, hier spricht man auch von Rücketieren. Zugtiere wurden auch zum Treideln von Kähnen und Booten eingesetzt.
Die Zugleistung eines Tieres übertrifft seinen Einsatz als Tragtier um das Mehrfache. Hunde könnten als die ältesten Zugtiere betrachtet werden, da sie weit vor anderen Tierarten domestiziert wurden. Als erstes Großtier kamen Ochsen vor dem Dreieckswagen und dem Pflug zum Einsatz, gebietsweise und im Mittelalter vor allem von ärmeren Bauern die Kuh. Erst spät wurden Rinder als Zugtiere durch Pferde ergänzt. Im Jahr 1797 wurde der Umzug der Druckerei des Verlegers Göschen von Leipzig nach Grimma mit ihren Pressen, Papiervorräten, Möbeln und Setzkästen mit Bleilettern mit 17 Wagen bewältigt, die von jeweils vier Ochsen gezogen wurden. Zugpferde, die sich zum Einsatz vor einer Kutsche eignen und speziell dafür gezüchtet wurden, werden Karossierpferde genannt. In den Anfangszeiten des Schienenverkehrs wurden im 19. Jahrhundert häufig Pferde für den öffentlichen Personennahverkehr als Zugtiere für Pferdebahnen eingesetzt. In vielen Städten existierende Pferdeomnibus-Linien wurden durch motorbetriebene Omnibusse verdrängt. Zugtiere werden auch zur Bewegung eines Rundgang-Göpels eingesetzt, so für den Betrieb von Bewässerungs- oder Mühlenanlagen.
In der westlich industrialisierten Landwirtschaft wurden Zugtiere fast überall durch die Motorisierung verdrängt. Verblieben sind Sportarten wie der Fahrsport, touristische Fuhrbetriebe, wie die Fiaker in Wien und autofreie Ferienorte (Herrenchiemsee, Hiddensee, Spiekerooger Inselbahn). In der naturnahen Waldwirtschaft werden wieder vermehrt Rückepferde zum Holzrücken eingesetzt.

## Bilder

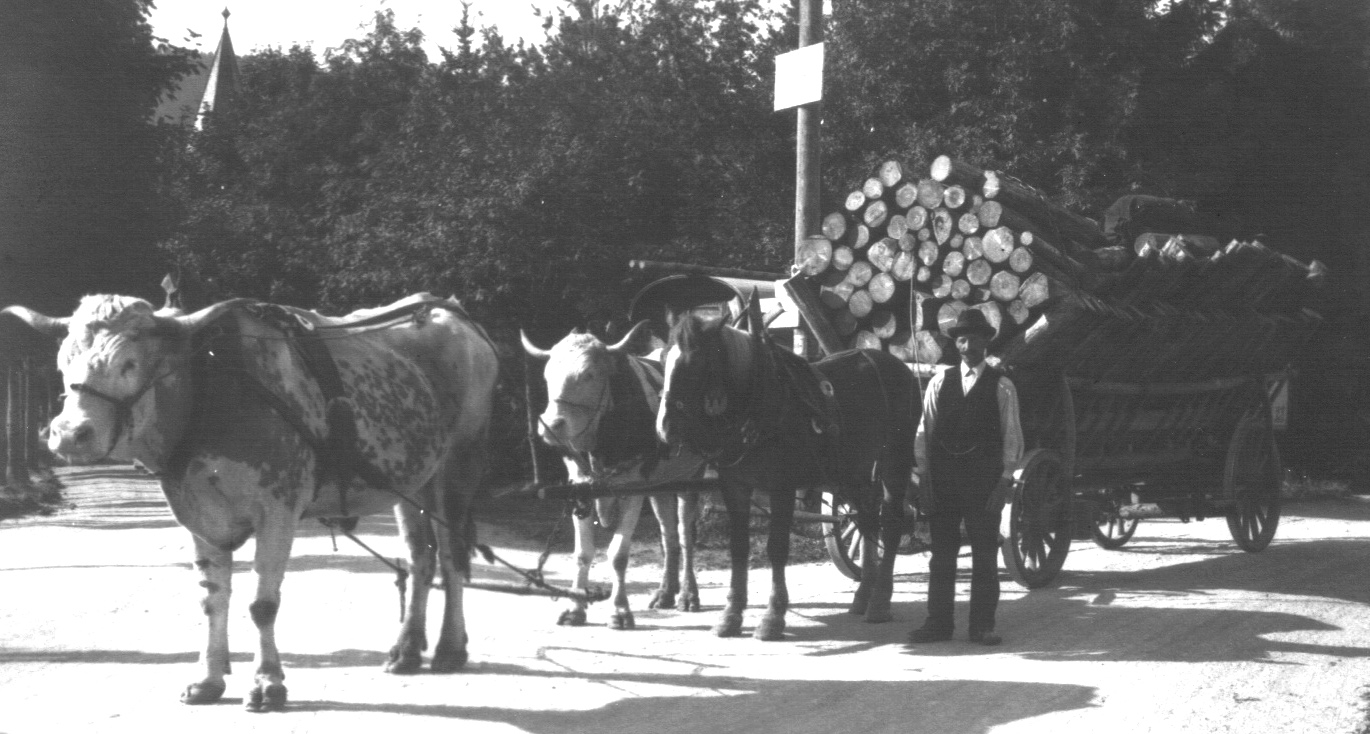
Güterverkehr mit einem Holzwagen mit zwei Kühen und einem Pferd, Schwarzwald 1924
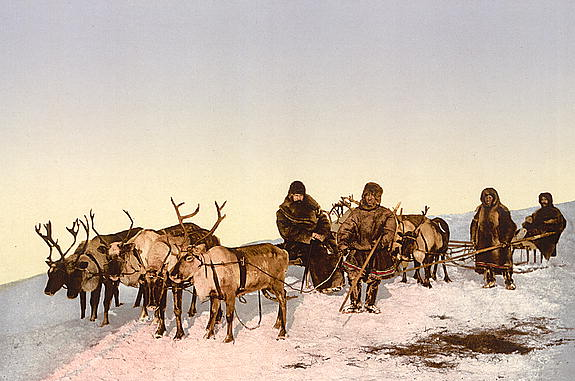
Rentierschlitten, Russland 1900
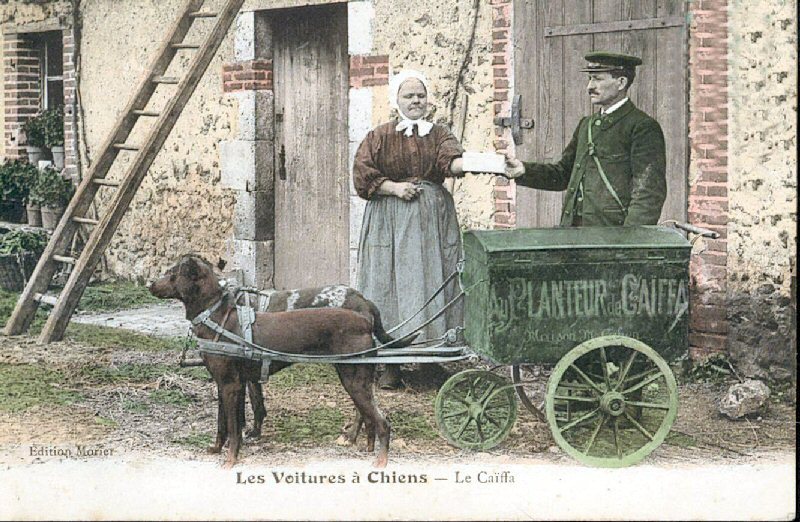
Hundewagen, Frankreich 1905
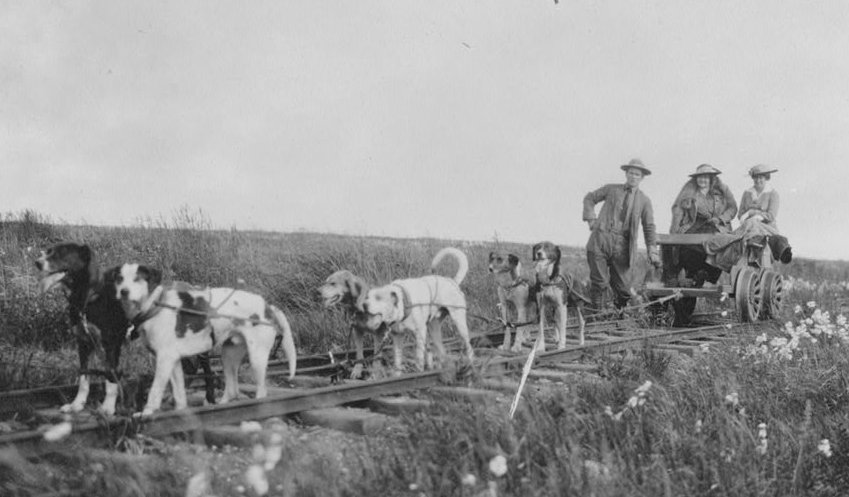
Personenbeförderung auf Schienen, Alaska 1906
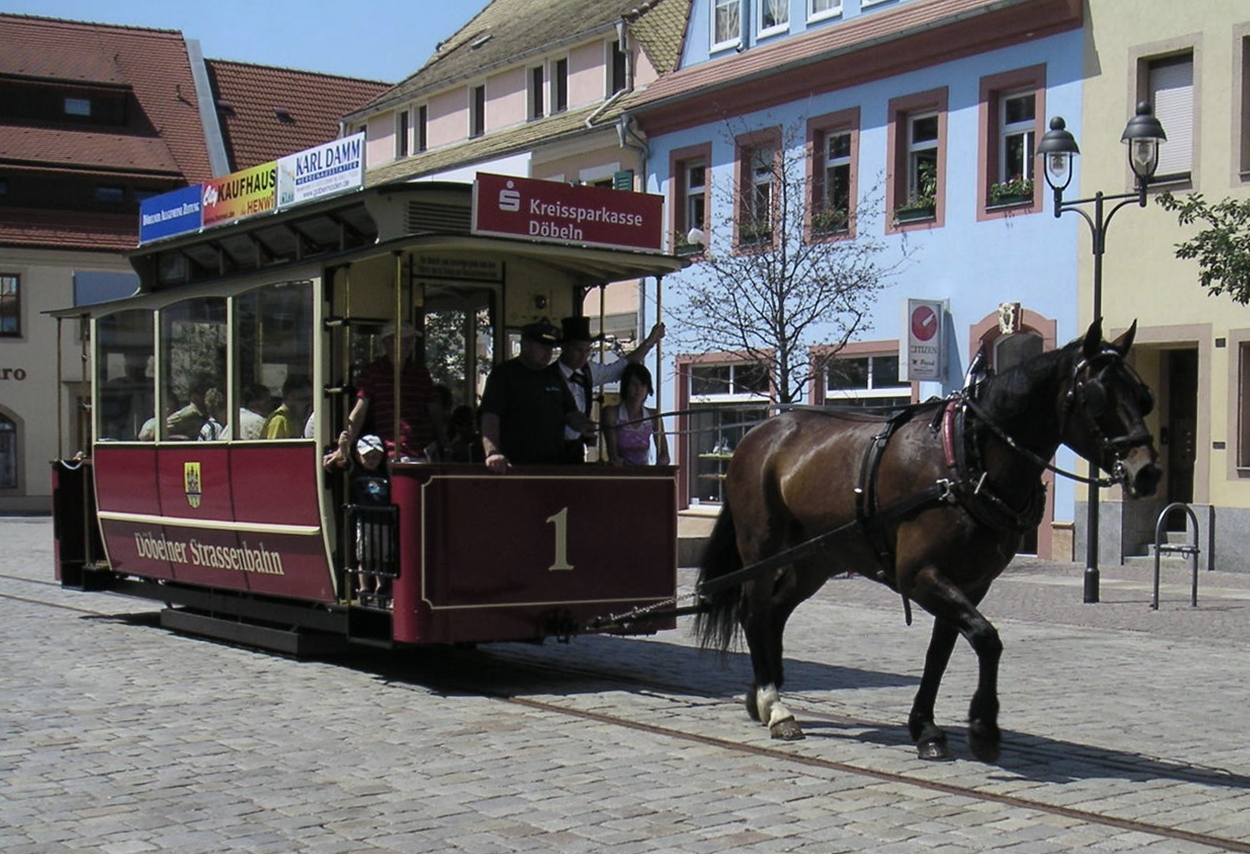
Pferdestraßenbahn, Döbeln 2007
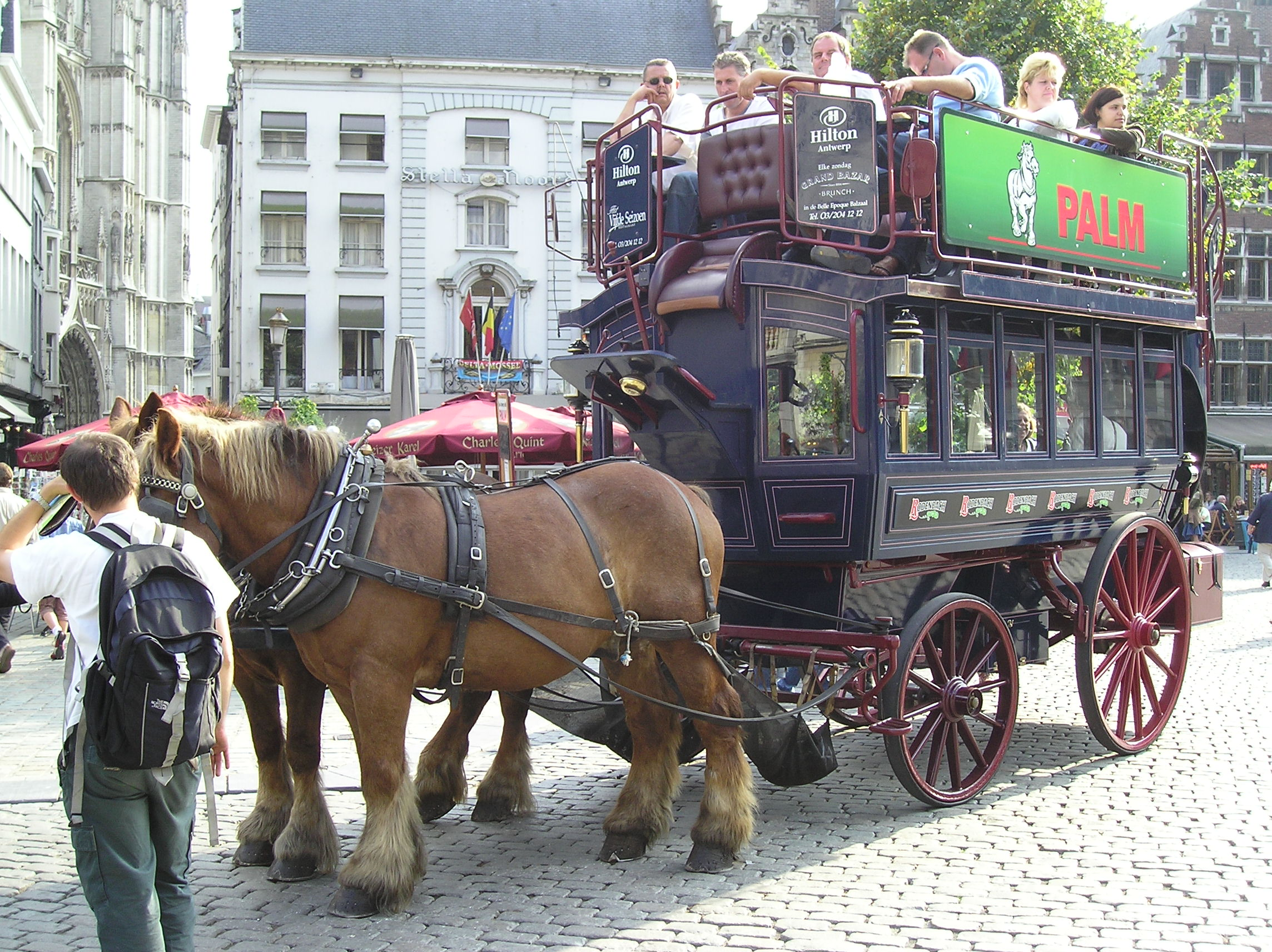
Pferdeomnibus für Touristen, Antwerpen 2005
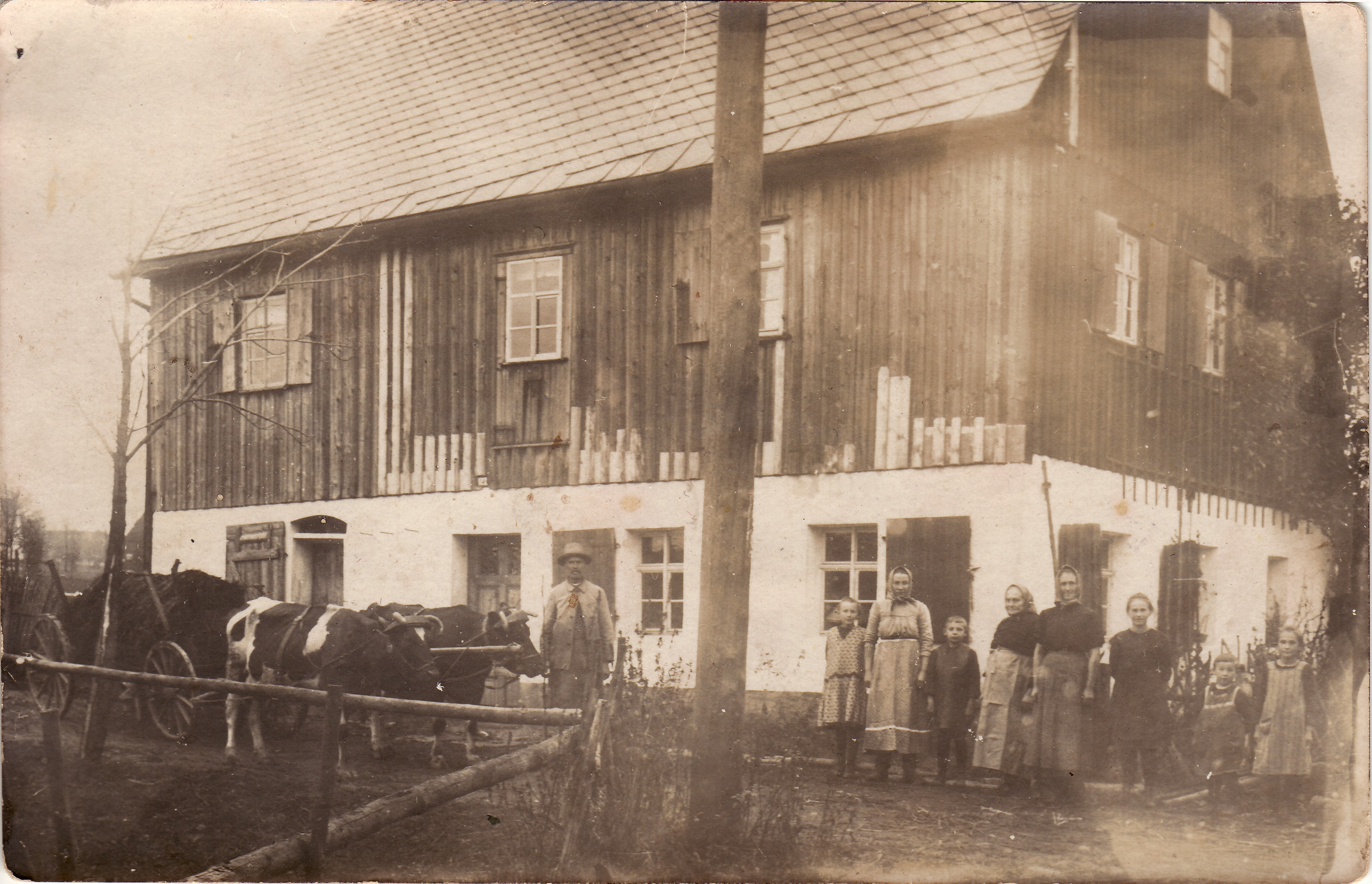
Kühe in Anspannung um 1920 im Erzgebirge